# آنا ناگاسه
آنا ناگاسه (انگلیسی: Anna Nagase؛ زادهٔ ۳۱ مارس ۲۰۰۵) صداپیشه اهل ژاپن است. وی از سال ۲۰۲۰ میلادی تاکنون مشغول فعالیت بوده‌است.